# Elisa Barth Lambach
Elisa Barth Lambach (Opdal, 14 april 1857 - Bergen, 17 februari 1939) was een Noors componiste en pianiste.
Eilsa Kahrs Barth werd geboren als oudste kind binnen het gezin van deurwaarder Wilhelm Johan Arnoldus Lambach en Pauline Mathilde Lied. Zij huwde rond 1890 Johan Amandus Lambach uit Bergen, een handelaar in koloniale goederen.
Ze kreeg pianolessen van Erika Nissen, gaf vervolgens zelf les en gaf op 27 augustus 1883 een concert met fluitist Claus Knudsen. Ze verdween echter spoedig in de anonimiteit. Ze componeerde een aantal liederen en een mars voor piano:
- Tre sange (Til en presset viol, Hymne, Høstnat)
- Britannia-marsch (voor piano)
- Solskinsdagen (liederen)
- Furukroken (liederen)

Uit het huwelijk kwam een talentvol violist voort, Wilhelm Lambach (28 februari 1898 – 4 januari 1919), maar deze overleed vroegtijdig.
- Virtual International Authority File: 8553152381809401950007